# Climat du Brunei

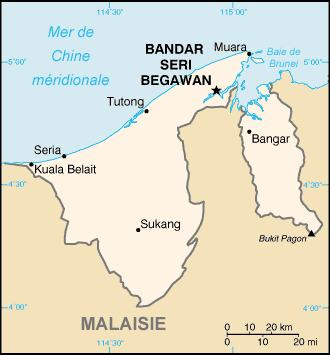
carte du Brunei sur l'île de Bornéo.

Le climat de Brunei est chaud, humide et tropical avec des pluies importantes (saison de la mousson de novembre à mars), donc de type "Am" tropical à mousson selon la classification de Köppen.

Les quatre districts du Brunei sur l'île de Bornéo.

Le climat au Brunei est  tropical  équatorial et subtropical humide à des altitudes plus élevées avec de fortes précipitations. Le climat de la municipalité de Bandar Seri Begawan est tropical équatorial avec deux saisons. La saison sèche est extrêmement chaude (24 à 36 °C). La saison des pluies ou des pluies est généralement chaude et humide (20 à 28 °C). La majeure partie du pays est une plaine côtière plate avec des montagnes à l'est et des plaines vallonnées à l'ouest. Le point le plus bas est au niveau de la mer et le plus haut est Bukit Pagon (1 850 m). Le Brunei connaît également des typhons et des inondations.

## Régions climatiques
- Brunei-Muara et Bandar Seri Begawan sont des zones tropicales humides sur la côte et à basse altitude au nord et subtropicales humides dans le centre du district de Brunei-Muara. (20 à 36 °C)
- Tutong est tropical, chaud dans le nord et chaud dans le sud. (22 à 32 °C)
- Belait est tropical, chaud dans le nord et légèrement chaud dans le sud. (25 à 37 °C)
- Temburong est subtropical humide dans le sud de plus haute altitude et tropical humide sur la côte et en basse altitude au nord. (18 à 29 °C)

## Bandar Seri Begawan
Le Brunei a un climat de forêt tropicale humide équatorial plus soumis à la Zone de convergence intertropicale qu'aux alizés, et avec des cyclones rares. Le climat est chaud et humide. La ville capitale de Bandar Seri Begawan connaît de fortes précipitations tout au long de l'année, avec le nord-est mousson soufflant de décembre à mars et mousson du sud-est de juin à octobre. Le jour le plus humide jamais enregistré est le 9 juillet 2020, lorsque 662,0 mm de pluie a été signalé à l'aéroport.
| Mois                                            | jan.  | fév.  | mars  | avril | mai   | juin  | jui.  | août  | sep.  | oct.  | nov.  | déc.  | année   |
| ----------------------------------------------- | ----- | ----- | ----- | ----- | ----- | ----- | ----- | ----- | ----- | ----- | ----- | ----- | ------- |
| Température minimale moyenne (°C)               | 23,3  | 23,3  | 23,5  | 23,7  | 23,7  | 23,4  | 23    | 23,1  | 23,1  | 23,2  | 23,2  | 23,2  | 23,3    |
| Température minimale moyenne la plus basse (°C) | 18,4  | 18,9  | 19,4  | 20,5  | 20,3  | 19,2  | 19,1  | 19,4  | 19,6  | 20,5  | 18,8  | 19,5  | 18,4    |
| Température maximale moyenne (°C)               | 30,4  | 30,7  | 31,9  | 32,5  | 32,6  | 32,5  | 32,3  | 32,4  | 32    | 31,6  | 31,4  | 31    | 31,8    |
| Température maximale moyenne la plus haute (°C) | 34,1  | 35,3  | 38,3  | 37,6  | 36,4  | 36,2  | 36,2  | 37,6  | 36    | 35,3  | 34,9  | 36,2  | 38,3    |
| Ensoleillement (h)                              | 196   | 191   | 225   | 239   | 236   | 210   | 222   | 218   | 199   | 206   | 205   | 211   | 2 558   |
| Précipitations (mm)                             | 292,6 | 158,9 | 118,7 | 189,4 | 234,9 | 210,1 | 225,9 | 226,6 | 264,4 | 312,3 | 339,9 | 339,6 | 2 913,3 |
| Nombre de jours avec précipitations             | 16    | 12    | 11    | 16    | 18    | 16    | 16    | 16    | 19    | 21    | 23    | 21    | 205     |
| Humidité relative (%)                           | 86    | 85    | 84    | 84    | 85    | 84    | 84    | 83    | 84    | 85    | 86    | 86    | 85      |

| Diagramme climatique                                  |               |               |               |               |               |             |               |             |               |               |             |
| J                                                     | F             | M             | A             | M             | J             | J           | A             | S           | O             | N             | D           |
| 30,423,3292,6                                         | 30,723,3158,9 | 31,923,5118,7 | 32,523,7189,4 | 32,623,7234,9 | 32,523,4210,1 | 32,323225,9 | 32,423,1226,6 | 3223,1264,4 | 31,623,2312,3 | 31,423,2339,9 | 3123,2339,6 |
| Moyennes : • Temp. maxi et mini °C • Précipitation mm |               |               |               |               |               |             |               |             |               |               |             |